# Ейреніс
Ейреніс (Eirenis) — рід змій з родини Вужеві. Має 19 видів. Відомим дослідником цього роду є український герпетолог Ірина Доценко (ННПМ).

## Опис
Дрібні наземні змії, довжина яких коливається від 30 до 70 см. Голова слабко відмежована від шиї й вкрита зверху великими, симетрично розташованими щитками. Бічні лінії лобного щитка прямі. Ніздря в одному цілісному щитку. Зіниці округлі. Луска тулуба гладенька, з 1 апікальною порою, і навколо середини тулуба розташовуються 15—17 поздовжніх рядків цієї луски. Підхвостові щитки утворюють 2 поздовжніх рядка. 

## Спосіб життя
Полюбляють кам'янисту, скелясту місцину. Зустрічаються у горах на висоті до 2000 м над рівнем моря. Ховаються серед каміння, в ущелинах та тріщинах. Живляться великими комахами, молюсками.
Це яйцекладні змії. Самиці відкладають до 10 яєць.

## Розповсюдження
Мешкають у північній Африці, низці островів Егейського моря, Болгарії, на Кавказі, у Середній Азії до Пакистану і північно-західній Індії на сході.

## Види
- Eirenis africana
- Eirenis aurolineatus
- Eirenis barani
- Eirenis collaris
- Eirenis coronella
- Eirenis coronelloides
- Eirenis decemlineatus
- Eirenis eiselti
- Eirenis hakkariensis
- Eirenis levantinus
- Eirenis lineomaculatus
- Eirenis mcmahoni
- Eirenis medus
- Eirenis modestus
- Eirenis persicus
- Eirenis punctatolineatus
- Eirenis rechingeri
- Eirenis rothii
- Eirenis thospitis